# 龍虎門 (迷你專輯)
龙虎门為Soler首張中文EP，於2006年7月在香港發行。

## 曲目
1. 曙光(龍虎門 國語版)
2. 生死陣(龍虎門 粵語版)
3. 生死陣(Remix)